# سابادباتیان
سابادباتیان (به مجاری:  Szabadbattyán) یک منطقهٔ مسکونی در مجارستان است که در ناحیه سکش‌فهروار واقع شده‌است. سابادباتیان ۳۳٫۶۶ کیلومتر مربع مساحت و ۴٬۵۶۲ نفر جمعیت دارد.